# Albert Scanlon
Albert Scanlon est un footballeur anglais né le 10 octobre 1935 à Hulme, un zone urbaine située dans la banlieue de Manchester mais alors faisant partie du Lancashire en Angleterre et mort le 22 décembre 2009 à Salford. Il faisait partie des Busby Babes survivants du Vol 609 British European Airways.

## Carrière
- 1954-1960 :  Manchester United
- 1960-1962 :  Newcastle United
- 1962-1963 :  Lincoln City
- 1963-1966 :  Mansfield Town
- 1966 :  Belper Town

## Palmarès
- Championnat d'Angleterre de football : 1956 et 1957